# Pierrecourt (Seine-Maritime)
Pierrecourt ist eine französische Gemeinde mit 475 Einwohnern (Stand 1. Januar 2022) im Département Seine-Maritime in der Region Normandie (vor 2016 Haute-Normandie). Sie gehört zum Arrondissement Dieppe und zum Kanton Eu (bis 2015 Blangy-sur-Bresle).

## Geographie
Pierrecourt liegt etwa 51 Kilometer westlich von Amiens. Umgeben wird Pierrecourt von den Nachbargemeinden Blangy-sur-Bresle im Norden und Nordwesten, Nesle-Normandeuse im Norden und Osten, Campneuseville im Süden und Osten sowie Réalcomp im Süden und Westen.

## Bevölkerungsentwicklung
| Jahr                      | 1962 | 1968 | 1975 | 1982 | 1990 | 1999 | 2006 | 2013 |
| Einwohner                 | 570  | 504  | 480  | 460  | 422  | 455  | 461  | 477  |
| Quelle: Cassini und INSEE |      |      |      |      |      |      |      |      |

## Sehenswürdigkeiten
- Kirche Saint-Pierre

## Persönlichkeiten
- Jacques Lunis (1923–2008), Leichtathlet (400-Meter-Lauf)
- Michel Roques (1946–2006), Radrennfahrer, hier geboren